# Xavier Batriu Sibila
Xavier Batriu Sibila (Berga, Berguedà, 1983 - Terrassa, Vallès Occidental, 25 de febrer de 2020) va ser un alpinista, escalador, bomber, casteller, corredor i orientador català.
Bomber de professió, que treballava al parc de Prats de Lluçanès, estava molt vinculat al món de l'esport. Fou membre del Club Esquí Berguedà, dels Mountain Runners del Berguedà, del Club d'Orientació Berguedà del col·lectiu d'equipadors de la comarca i dels Castellers de Berga. Tot i que practicava diferents esports, destacà sobretot en l'alpinisme i l'escalada.
El maig del 2017 va ser notícia pel seu intent, juntament amb Núria Picas, d'assolir el cim del Makalu a l'Himàlaia, la cinquena muntanya més alta del món, de 8.463 metres. Després de quatre setmanes d'aclimatació en diversos cims de més 6.000 metres i de fer el trekking de l'Everest, Picas i Batriu van protagonitzar un primer intent que no va tenir èxit per poc; ell va quedar a 8.200 metres, mentre que Picas, més endarrerida, es va indisposar al camp tres i, posteriorment, fins i tot va haver de ser ingressada a Katmandú per una pneumònia. Xavier Batriu es va quedar al camp base per a un segon intent que no va poder fer per culpa del mal temps.
Va morir la matinada del 25 de febrer del 2020, a causa de les greus ferides que es va fer en caure, dilluns al vespre, quan es va precipitar al buit en intentar creuar a peu el pont de la Rodonella, a la C-16, al terme municipal de Cercs. Batriu havia participat en la preparació d'una acció de protesta a la central tèrmica en contra de la planta incineradora que s'hi projectava construir. Quan Batriu va marxar de la central de Cercs, ho va fer a peu per anar fins a la Rodonella, on tenia aparcat el cotxe. En travessar el viaducte quan ja era fosc, passant per l'exterior de la barana, es va precipitar al buit des d'uns quinze metres d'alçada. Fou evacuat inconscient a la Mútua de Terrassa, però no va poder superar les greus ferides de la caiguda. Batriu, membre reconegut del teixit esportiu i associatiu de la comarca, tenia una dona i un fill de tres mesos.